# Ismael Quiles
Ismael Quiles Sánchez (Pedralba, Valencia, 1906 - Buenos Aires, 1993) fue un filósofo y sacerdote de la Compañía de Jesús español que desarrolló su actividad en Argentina.

## Biografía
Nació en Pedralba (Valencia, España) el 4 de julio de 1906, hijo de Rosendo Quiles Cervera y Marcela Sánchez Calduch. Finalizados sus estudios primarios, a los 12 años ingresó en el Seminario de Valencia donde cursó Humanidades entre 1918 y 1922. El 10 de junio de 1922 ingresó en la Compañía de Jesús.
Estudió en el Colegio de la Compañía en Veruela, Zaragoza, hasta 1927 y se doctoró en filosofía en 1930 en el colegio Máximo de San Ignacio, Barcelona, España.
Enfermo de tuberculosis, fue enviado a la ciudad de Santa Fe (Argentina) en marzo de 1932. Aún no completamente recuperado, en 1933 fue enviado a continuar sus estudios de teología en el Colegio Máximo de San Miguel, Buenos Aires. En 1937 finalizó sus estudios y en 1938 se convirtió en profesor de Historia de la Filosofía y de Metafísica.

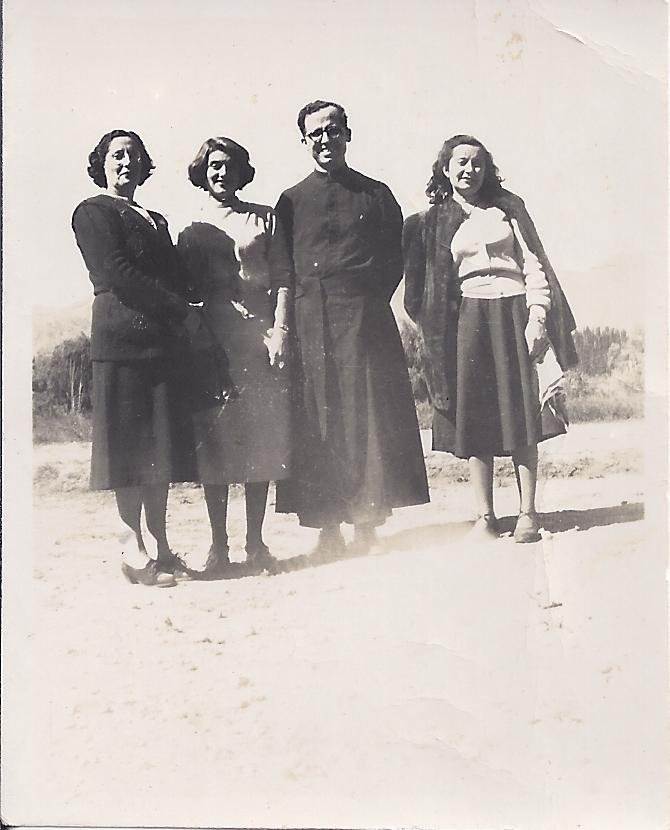
Plano general de Malvina Rosa Quiroga (primera desde la izquierda), Ismael Quiles y dos mujeres, durante la realización del Primer Congreso Argentino de Filosofía, en 1945, en Mendoza.

En 1942 publicó su libro "La persona humana" (Editorial Espasa Calpe, Buenos Aires), donde manifiesta que en toda actividad humana y especialmente en la actividad física, existen varios niveles a considerar: físico, químico, biológico, psicológico, social, ético, moral y espiritual. Esto sin distinción de raza, religión, ideología política, condición económica o social. Haciendo hincapié que estos derechos de la esfera individual se extienden al ámbito colectivo, generando un bienestar general de la comunidad.
Fue destinado luego a la Universidad del Salvador, de la que fue Decano de la Facultad de Filosofía, Vicerrector (de 1956 a 1962 y en 1965), Rector (1966 a 1970) y Rector de la Comunidad del Salvador y Prorrector de la Universidad (1970 a 1974).
A partir de 1960 viajó a Oriente con el auspicio del Proyecto Mayor Oriente-Occidente de la UNESCO y brindó conferencias en universidades del Japón, India, Taiwán, Filipinas e Indonesia. En 1967 fundó y dirigió la Escuela de Estudios Orientales de la Universidad del Salvador y desde 1973 dirigió el Instituto Latinoamericano de Investigaciones Comparadas Oriente y Occidente (ILICOO). Se dice que estos años Quiles fue influenciado por las ideas del monje benedictino Jean Déchanet respecto a promover el yoga cristiano en la Iglesia católica.
Fue profesor invitado en la universidad de Georgetown, Washington, Estados Unidos (1950-65). En 1952 organizó la Exposición Bibliográfica Internacional de la Filosofía del siglo XX en Buenos Aires.
Fue designado delegado por el gobierno argentino ante la XII Conferencia General de la UNESCO en París. En 1963 fue enviado por las autoridades a estudiar los sistemas educativos de la Unión Soviética, Polonia y Checoslovaquia, y en 1965 participó de la misión de la Comisión Nacional Argentina de la UNESCO enviada a los países hispanoamericanos con el fin de preparar un Coloquio Internacional sobre Estudios Orientales en las Universidades de América Latina.
En julio de 1992 fue invitado como una de las personalidades relevantes de Latinoamérica a los actos que organizó la Universidad Complutense de Madrid con motivo del V Centenario del descubrimiento de América.
Considerado ya una autoridad mundial en asuntos orientales y en pensamiento budista, participó del Congreso Internacional de Orientalistas en Tokio (1983), en la Conferencia de la Asociación Internacional de Estudios Budistas en Berkeley, California (1987), en la IX Conferencia de la Asociación Internacional de Estudios Budistas en Taipéi, Taiwán (1990), en la X Conferencia de la Asociación Internacional de Estudios Budistas de la UNESCO, en París (1990).
En 1988 fue condecorado por el emperador del Japón con la Orden del Sol Naciente, con rayos de oro y cinta colgante. Fue nombrado doctor honoris causa de la Universidad del Salvador, de la Universidad Nacional de Cuyo y de la Universidad Católica de Salta, y recibió el Premio Consagración Nacional en Filosofía (1987).
Su sistema filosófico, conocido como «in-sistencialismo», es un personalismo que se inspira en santo Tomás de Aquino y en san Agustín.

## Obras
Quiles fue autor de diversos libros de espiritualidad y filosofía, entre ellos:.
- Antropología Filosófica In-sistencial
- La persona humana
- Introducción a la filosofía
- Filosofía y religión
- Filosofía de la educación personalista
- Filosofía y vida
- Filosofía budista
- Persona, libertad y cultura
- Qué es el catolicismo
- Aristóteles
- Plotino
- Qué es el yoga
- El alma de Corea
- Introducción a Teilhard De Chardin
- Filosofía de la persona según Karol Wojtyła
- Escritos espirituales
- El existencialismo
- Francisco Suárez, S.J. su metafísica
- La interioridad agustiniana
- Filosofía y mística: yoga
- El hombre y la evolución según Aurobindo y Teilhard
- Filosofía latinoamericana en los siglos XVI a XVIII